# James Black (prohibitionist)

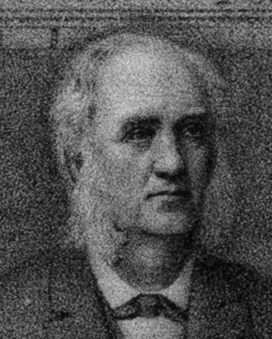
James Black

James Black (Lewisburg 23 september 1823 - Lancaster 16 december 1893) was een Amerikaans politicus (Prohibition Party).

## Biografie
Blacks vader een aannemer en betrokken bij de aanleg van enkele belangrijke spoorwegen. James Black studeerde Grieks en Latijn aan de Lewisburg Academy en daarna rechten. Na zijn promotie in de rechten werd hij als advocaat toegelaten tot de balie van Lancaster, Pennsylvania. Hij kampte met een drankprobleem en sloot zich aan bij een organisatie van geheelonthouders. Na het overwinnen van zijn drankprobleem sloot hij zich aan bij de Methodistische Kerk. In 1845 trouwde hij met Eliza Murray.

### Politieke loopbaan
Black was aanvankelijk lid van de Democratic Party maar richtte in 1852 de Temperance Party (Geheelonthouderspartij) van Lancaster op. De partij werd in 1855 werd met twee partijleden in de gemeenteraad gekozen. 
Naast zijn politieke werkzaamheden was Black financieel agent voor de St. Lawrence and Atlantic Railroad en verzekeringsagent voor de Mutual Life Insurance Company.
In 1869 was hij betrokken bij de oprichting van de Prohibition Party, een landelijke partij die als voornaamste doel had een totaalverbod op de productie, verkoop en consumptie van alcoholhoudende dranken. 

### Presidentskandidaat in 1872
Black was in 1872 de eerste presidentskandidaat voor de Prohibition Party. Zijn running mate (kandidaat voor het vicepresidentschap) was John Russell. Het duo kreeg 5.607 stemmen. Veel van deze stemmen dankte de Prohibition Party aan de Anti-Saloon League en de Women's Christian Temperance Union (WCTU), twee vooraanstaande anti-alcoholorganisaties in de Verenigde Staten.
Black was van 1876 tot 1880 voorzitter van het Uitvoerende Comité van de Prohibition Party. In 1880 liep Black de nominatie voor de Prohibition Party tijdens de Nationale Conventie in Cleveland, Ohio mis. In zijn plaats werd Neal Dow gekozen. Zijn latere jaren was hij landbouwer in Pennsylvania.
Black overleed op 70-jarige leeftijd aan de gevolgen van een longontsteking. Hij werd begraven op Woodward Hill Cemetery in Lancaster.